# Бенетице
Бенетице (чеш. Benetice) — небольшое село у города Светла-над-Сазавоу в крае Высочина в Чехии. С 1980 года существует как часть города Светла-над-Сазавоу.
В Бенетице ранее находилась стекольный завод, ныне не работающий, но некоторые названия мест выведены от частей этого завода: Na sušírnách (на сушильне) или Sklárenský rybník (Стекольный пруд). Также в Бенетице есть дом отдыха (бывший пионерский лагерь для пионеров Венгрии, Польши и Германии. Ещё в Бенетице можно увидеть замок Липнице.

## История
Основатель Бенетице — Бенята, от имени которого и произошло название села. Старое село найдено в самой южной области современного, около ручья, напротив дома лесничего. Месторасположение села подтверждено найденными фрагментами керамических изделий. Эти фрагменты похожи на те, которые были найдены в замках Липнице и Орлик около Гумпольце, поэтому могут быть датированы периодом с XV по XVI век. Бенетице было частью Светлецкого поместья, с которым имеет общую историю.
В 1850 году был основан округ, и Бенетице территориально стало принадлежать округу Ледеч-над-Сазавоу. В Бенетице было образовано сельское управление, под которое попали также поселки Опатовице и Жебраков. В 1931 году Опатовице отделился. Сельское управление было упразднено в 1960 году. И Бенетице попало под Местный народный комитет в Мрзковице. С 1980 Бенетице является частью города Светла-над-Сазавоу.
В 1836 было начато строительство первой дороги, соединившей город Светлу-над-Сазавоу и тогдашний районный центр Ледеч-над-Сазавоу. Эта дорога проходит прямо через Бенетице. Дорога была достроена в 1848 году.
В 1958 году сельских жителей убедили в необходимости создать единое земледельческое товарищество. В том же году земля была распахана, чтобы летом следующего года можно было начать совместное хозяйство. Позднее товарищество слилось с мрзковским товариществом «Pokrok» (Прогресс) и в 1975 году произошло слияние со светелецким товариществом «JZD Nové Lány». В 1989 году земельные участки были возвращены настоящим владельцам.
Стеклоделие — не единственная отрасль, которая была связана с историей Бенетице. Следующим, и более поздним промыслом, была добыча и обработка гранита. В окрестностях Бенетице было несколько каменоломен, крупнейшим из которых был карьер Горка. Добыча большего количества гранита началась в период прокладки железной дороги, прежде всего трассы Колин — Йиглава с 1860 по 1871 годы, и позднее при строительстве железнодорожной ветки с 1901 по 1903.

## Фото

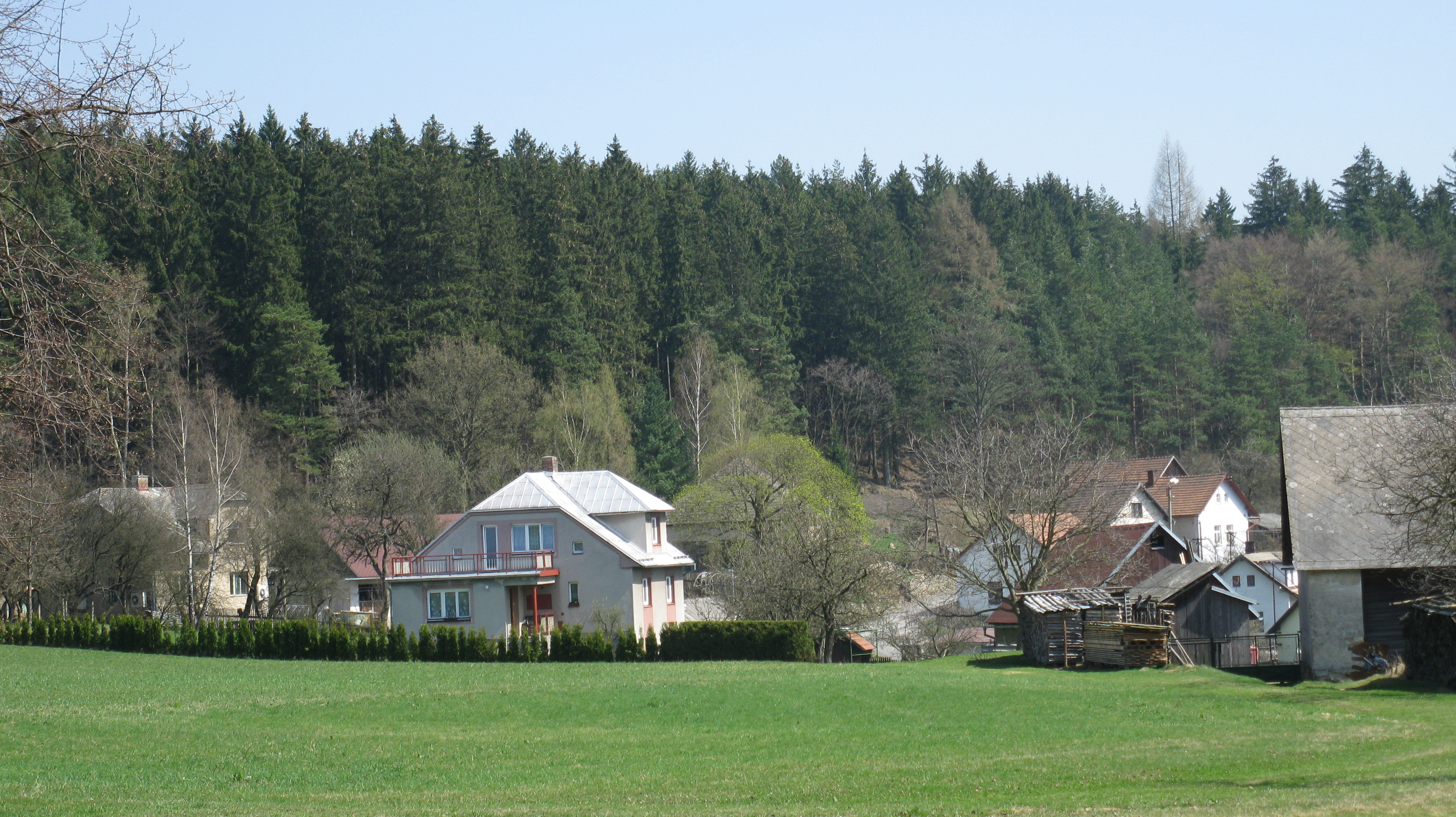
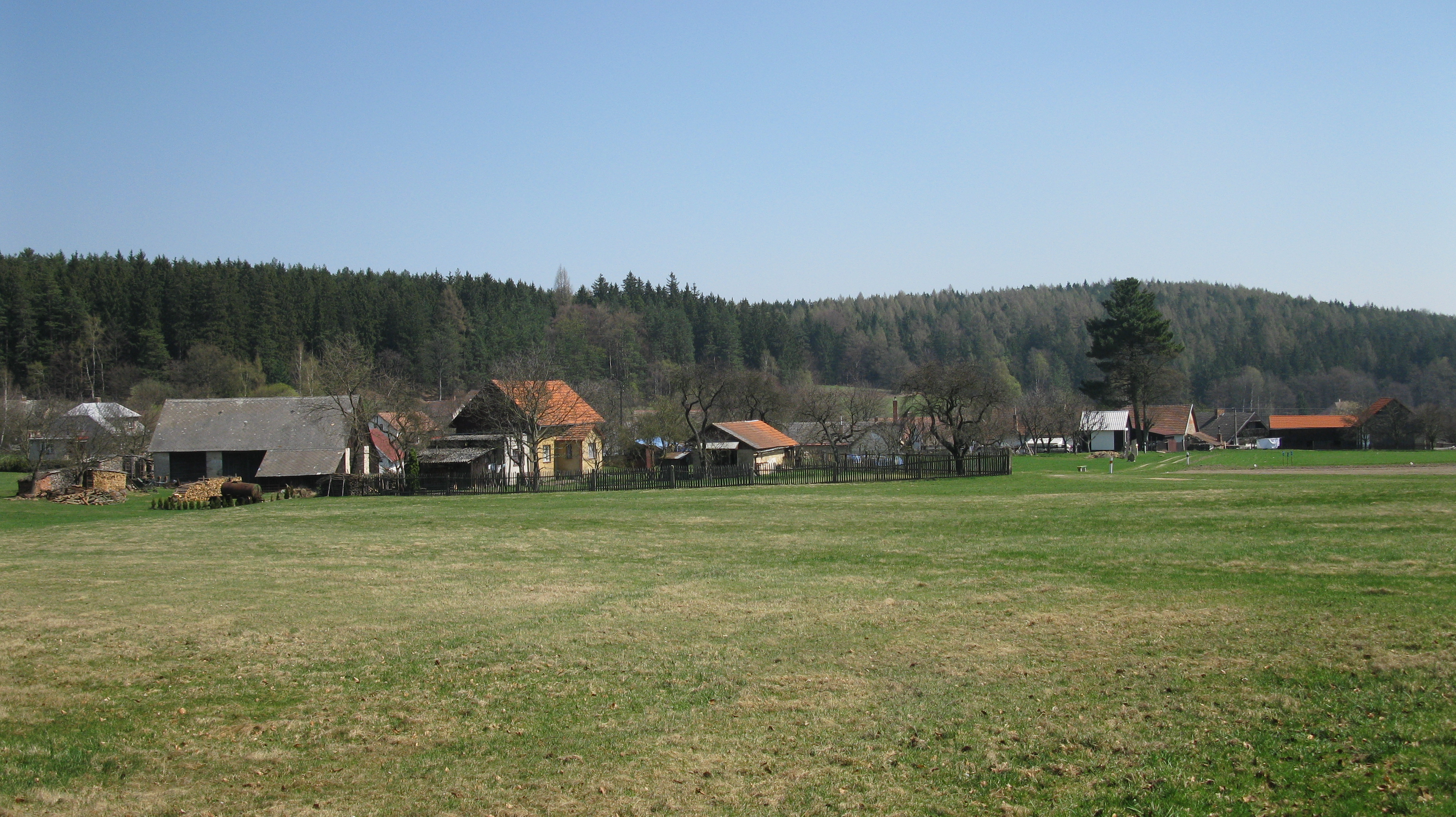
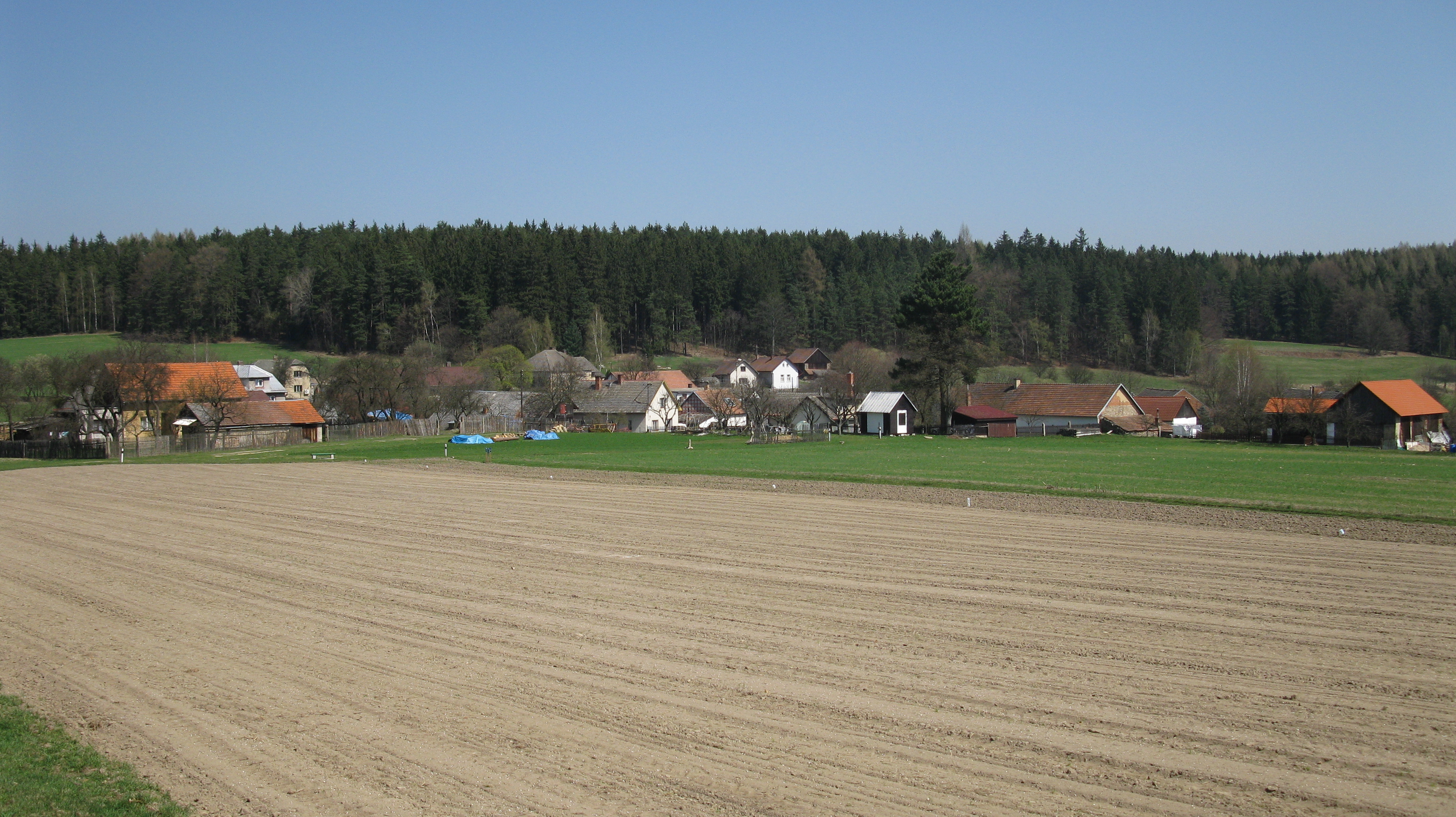
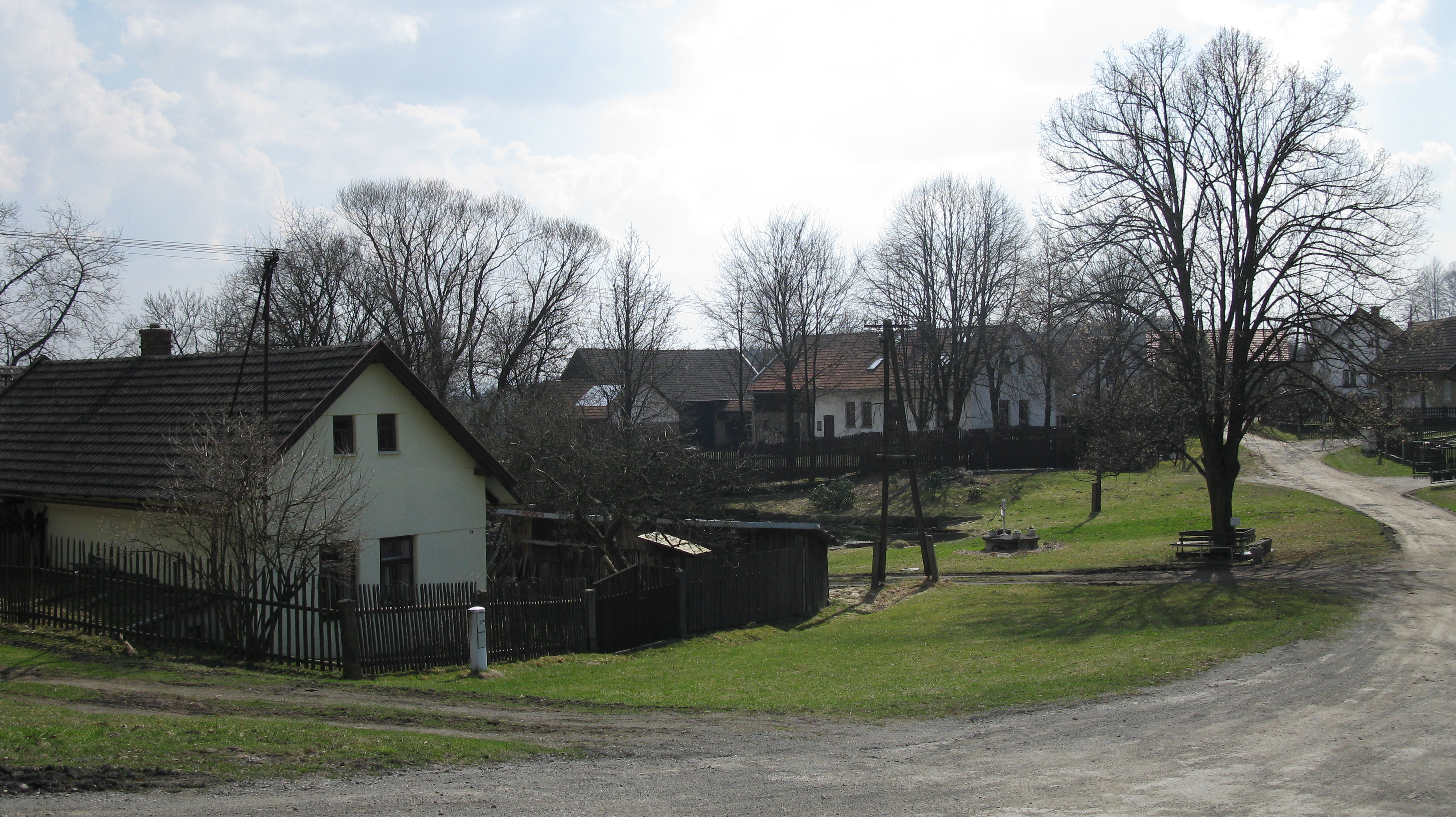
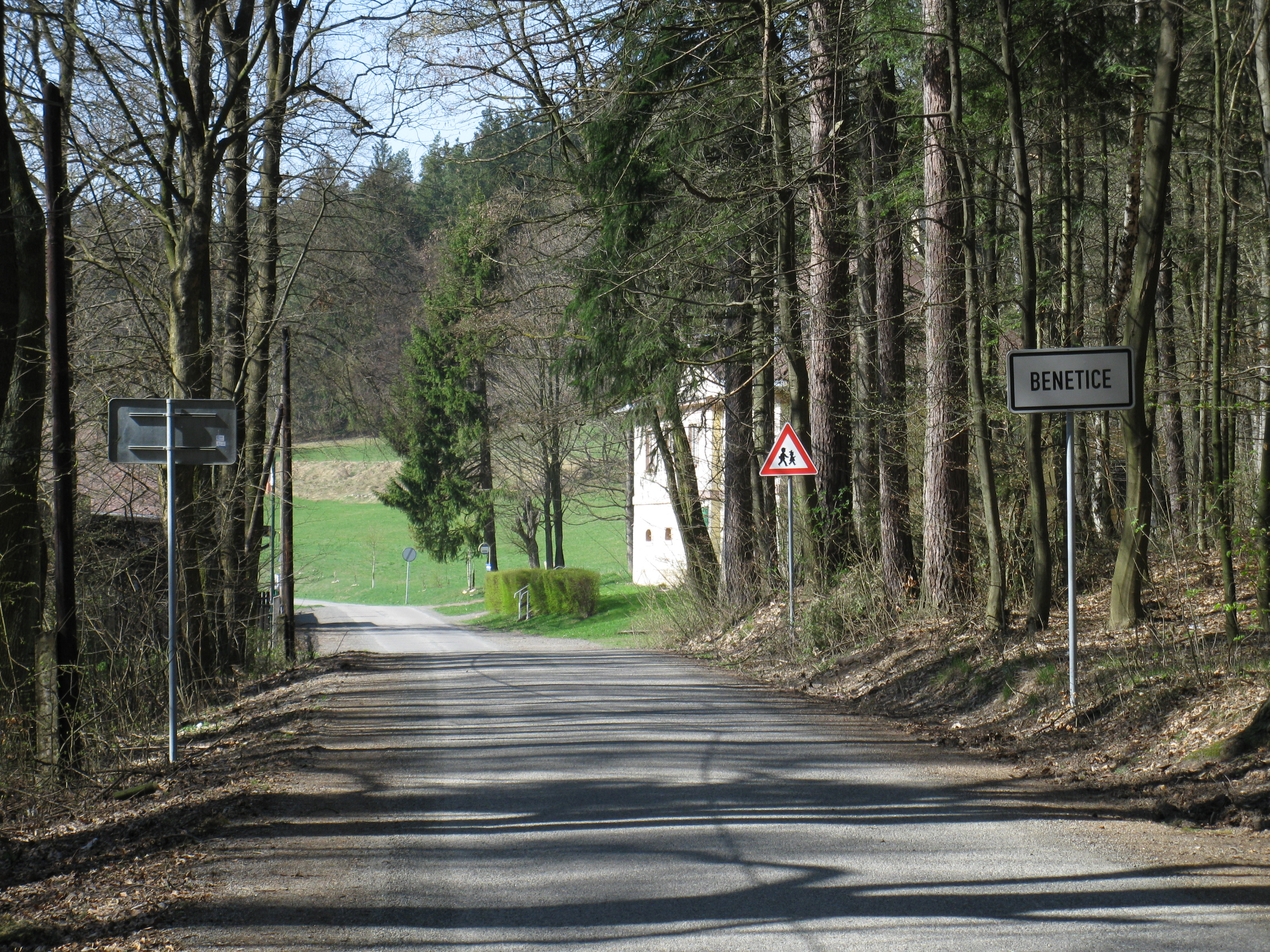
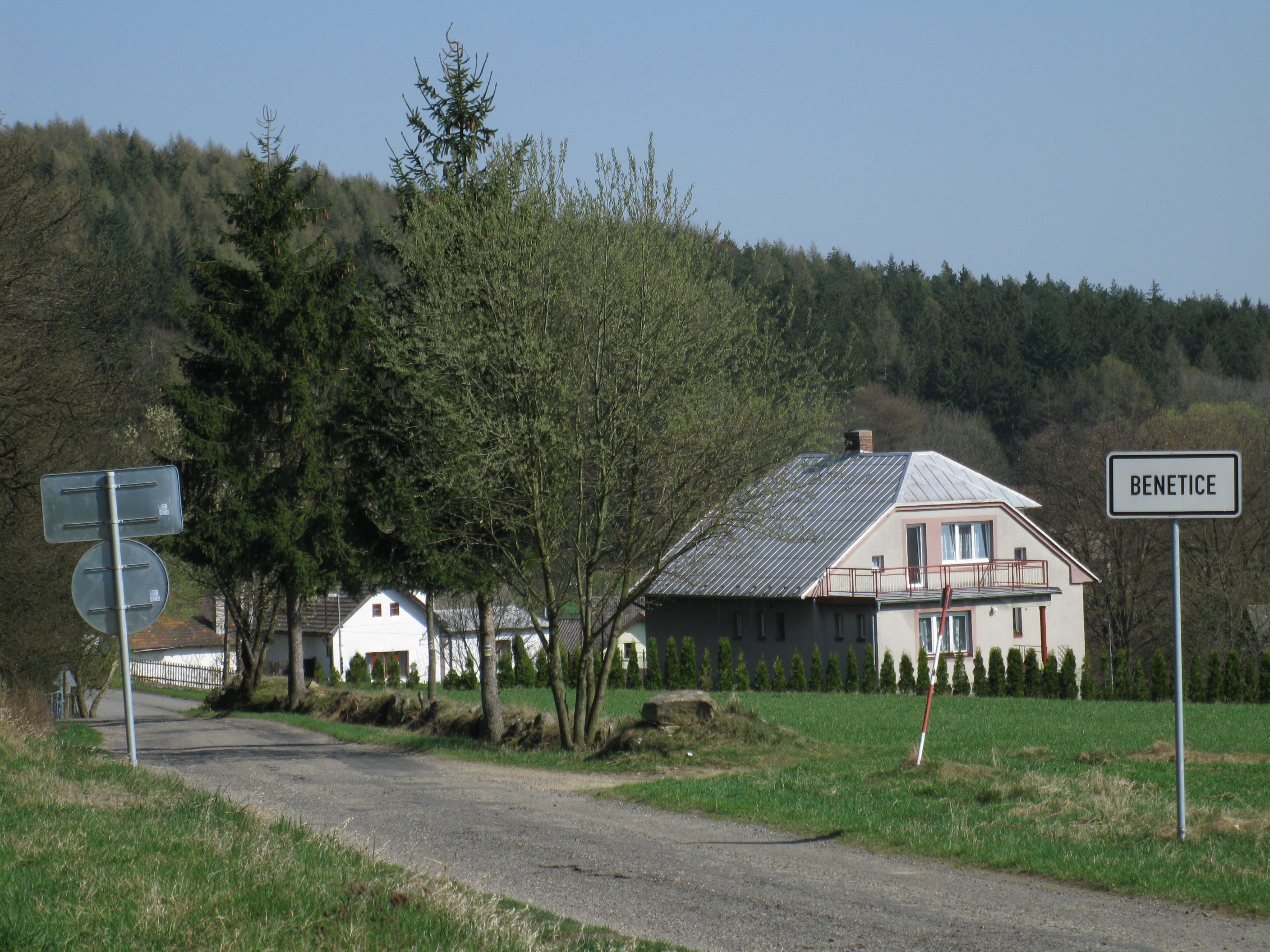
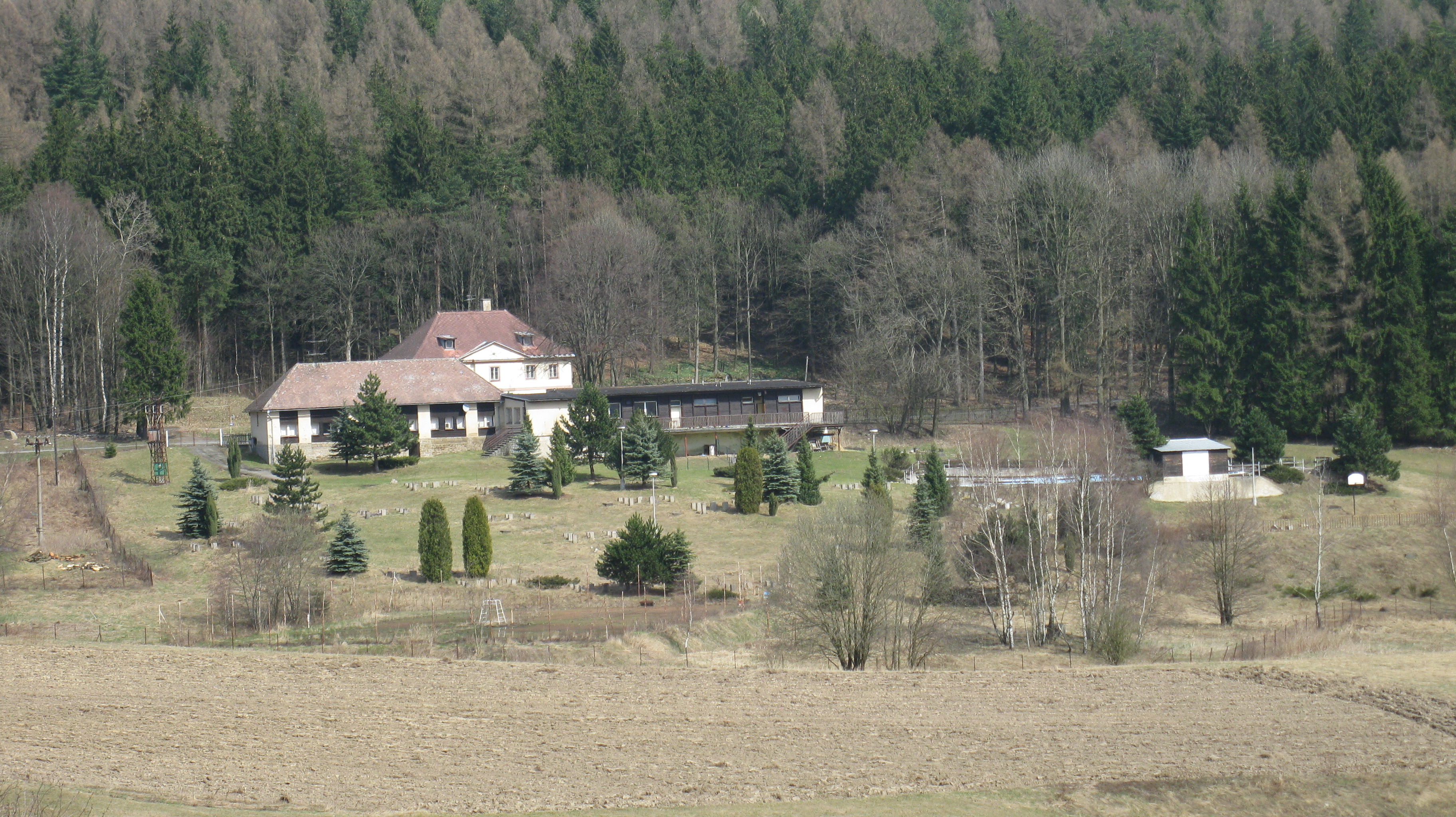
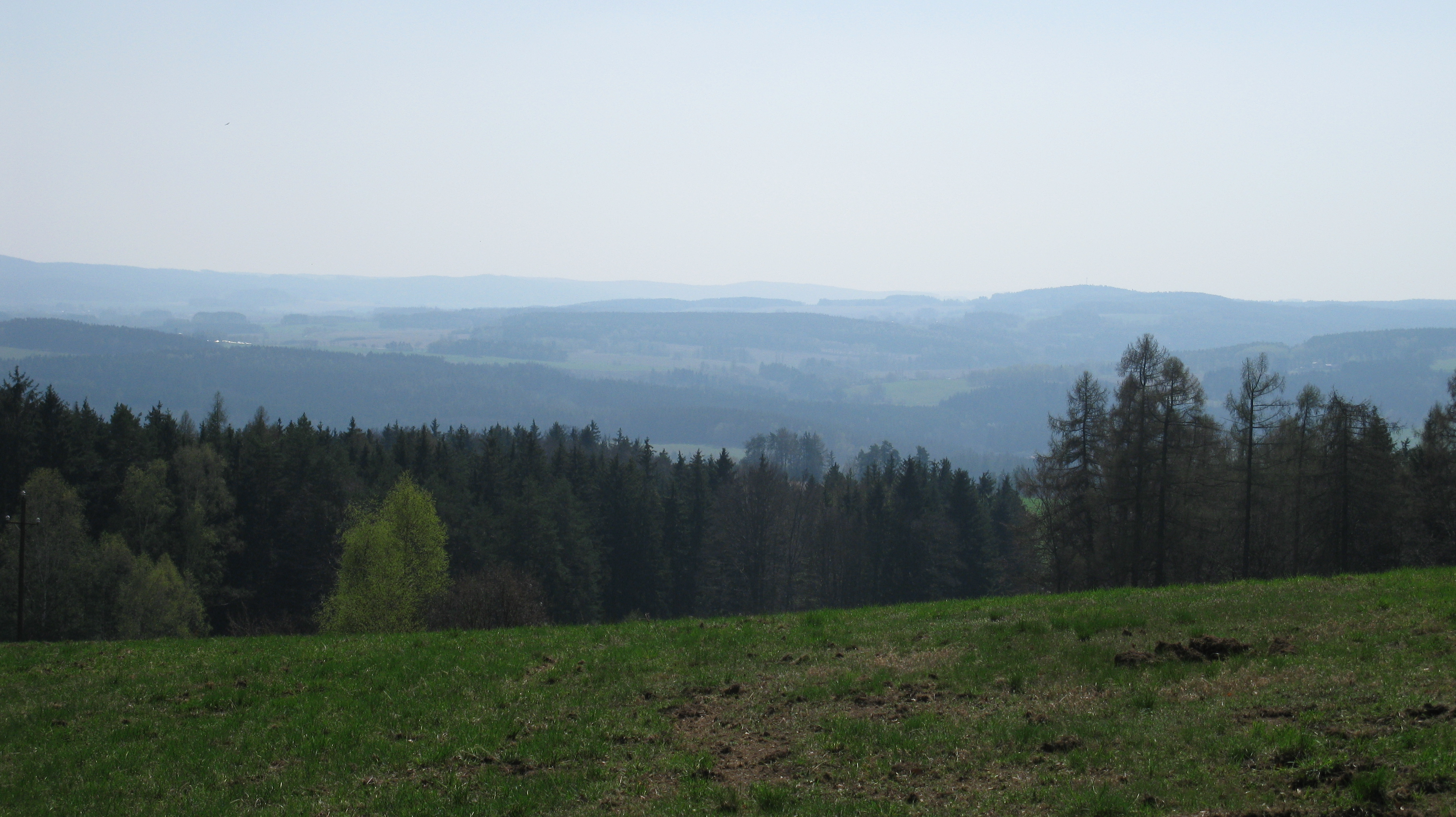

## Население
| Год  | Численность | Численность |
| ---- | ----------- | ----------- |
| 1869 | 136         | [ 2 ]       |
| 1880 | 120         | [ 2 ]       |
| 1890 | 95          | [ 2 ]       |
| 1900 | 89          | [ 2 ]       |
| 1910 | 125         | [ 2 ]       |
| 1921 | 110         | [ 2 ]       |
| 1930 | 112         | [ 2 ]       |
| 1950 | 87          | [ 2 ]       |
| 1961 | 57          | [ 2 ]       |
| 1970 | 48          | [ 2 ]       |
| 1980 | 57          | [ 2 ]       |
| 1991 | 39          | [ 2 ]       |
| 2001 | 32          | [ 2 ]       |
| 2010 | 30          | [ 3 ]       |
| 2011 | 29          | [ 2 ]       |
| 2014 | 22          | [ 4 ]       |
| 2015 | 22          | [ 5 ]       |
| 2016 | 21          | [ 6 ]       |
| 2017 | 21          | [ 7 ]       |
| 2018 | 20          | [ 8 ]       |
| 2019 | 19          | [ 9 ]       |
| 2020 | 19          | [ 10 ]      |
| 2021 | 18          | [ 11 ]      |
| 2022 | 17          | [ 12 ]      |
| 2023 | 17          | [ 13 ]      |
| 2024 | 14          | [ 1 ]       |